# Łapinóż (województwo warmińsko-mazurskie)
Łapinóż (dawniej niem. Lapienus) – miejscowość, opuszczony folwark śródpolny należący do Załusek w Polsce, położony w województwie warmińsko-mazurskim, w powiecie nidzickim, w gminie Nidzica.
Osada położona 6,5 km na północny zachód od Nidzicy.
Położenie na podstawie niemieckiego serwisu. Śródpolny folwark, wg mapy w Geoportal, z częścią gospodarczą na północ od drogi i mieszkalną na południe od drogi, z jednym dużym budynkiem gospodarczym, jednym mieszkalnym. Na zdjęciach satelitarnych widać tylko budynek gospodarczy, pozostałe nie istnieją, nie widać śladów linii energetycznej. 

## Historia
Miejscowość wymieniana w dokumentach z 1513 r. W tym czasie miała 10 łanów. W 1785 miejscowość zapisana pod nazwą Lappienus. W 1871 r. był to folwark, należący do Załusek i zamieszkały przez 8 osób. W 1905 mieszkało tu 7 osób,